# Het Ven (Eindhoven)
Het Ven is een buurt in het stadsdeel Strijp in Eindhoven, in de Nederlandse provincie Noord-Brabant. De buurt behoort tot de wijk Halve Maan. Op 1 januari 2023 telde de buurt 3.820 inwoners, verdeeld over 1.933 woningen, met een gemiddelde WOZ-waarde van € 296.000, op een oppervlakte van 0,88 km².
Het Ven is vernoemd naar een oud Strijps gehucht. In de 15e eeuw was er een huis bij een vennetje aan de rand van de Strijpse Heide. Toen de Ring werd aangelegd is het gehucht gesloopt. De wijk is in de periode 1935 tot 1970 tot stand gekomen.

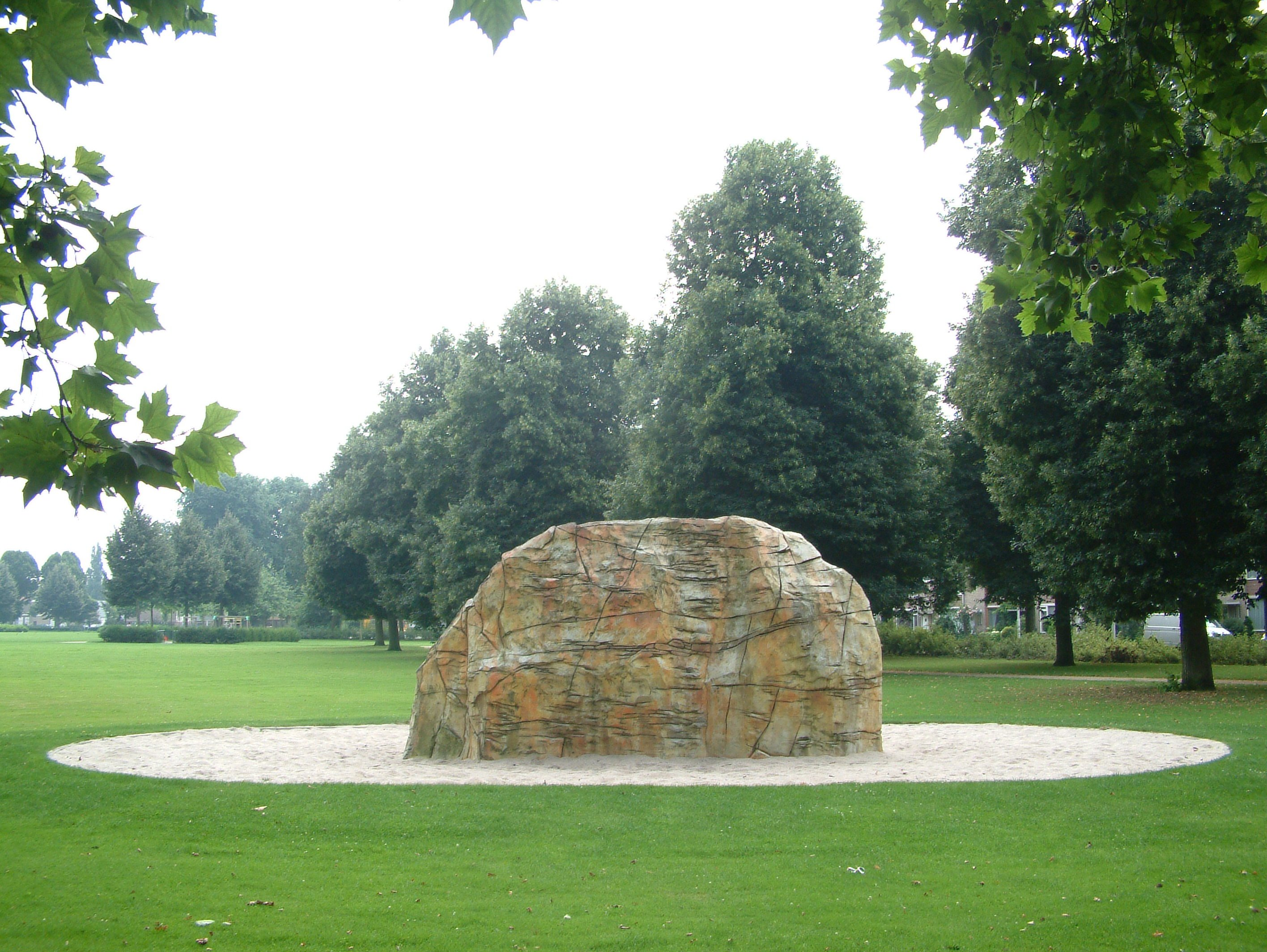
Kunstwerk in het park aan de Jacob Oppenheimstraat
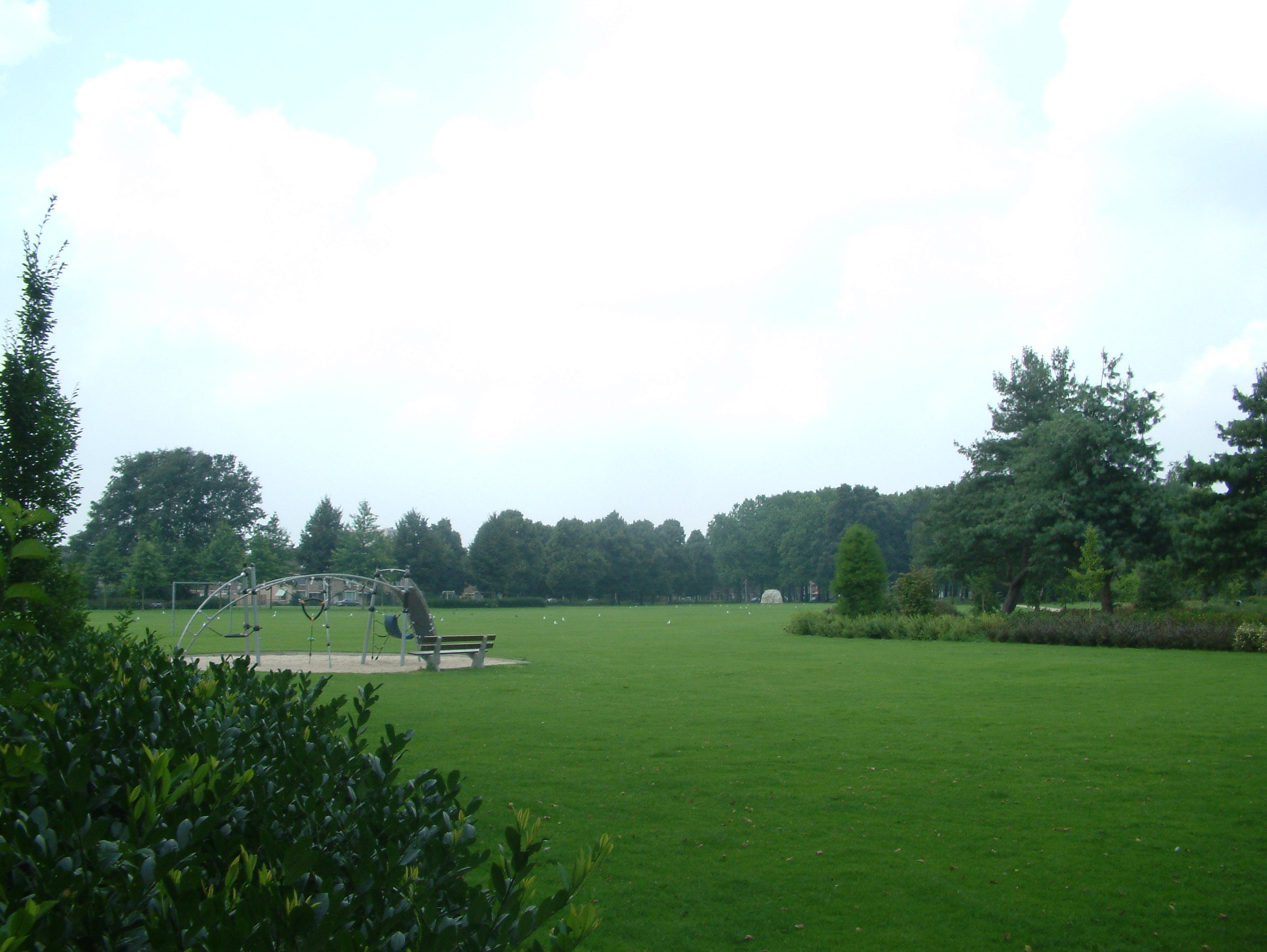
Jacob Oppenheimstraat
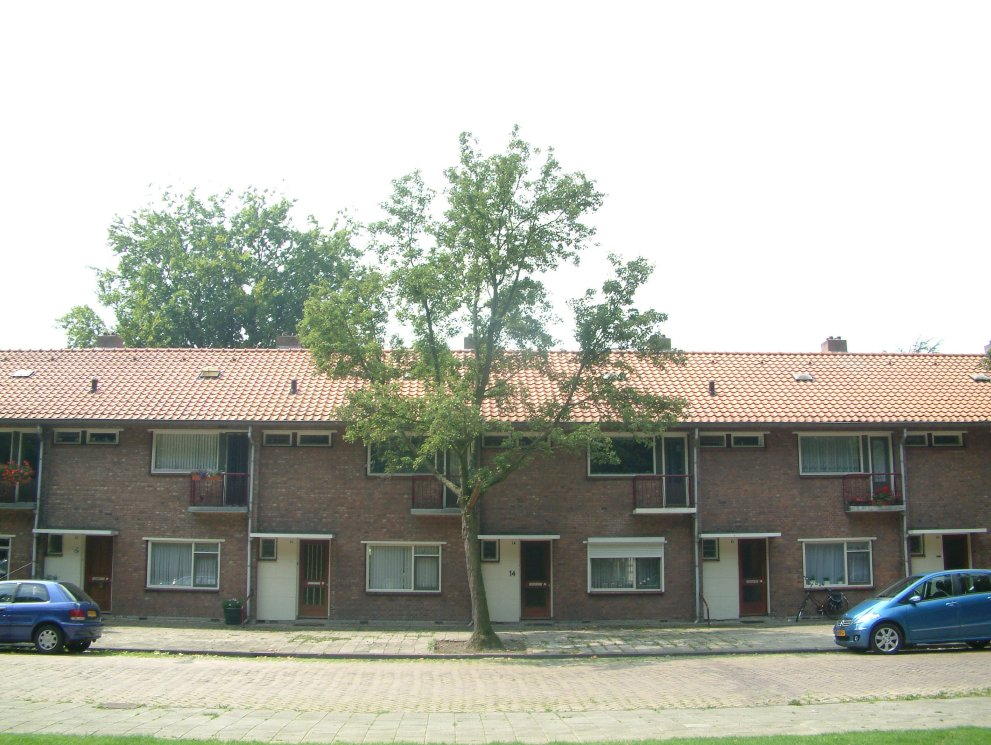
Jacob Oppenheimstraat